# Sant'Antonio dei Portoghesi
Sant'Antonio dei Portoghesi, officiellt Sant'Antonio in Campo Marzio, är en kyrkobyggnad i Rom, helgad åt den helige Antonius av Padua. Kyrkan är belägen vid Via dei Portoghesi i Rione Campo Marzio och tillhör församlingen Sant'Agostino in Campo Marzio. Sant'Antonio dei Portoghesi är Portugals nationskyrka i Rom.

## Historia
Den ursprungliga kyrkan på denna plats uppfördes under 1400-talet. Den nuvarande kyrkan tillkom under 1600-talet efter ritningar av bland andra Martino Longhi den yngre och Carlo Rainaldi.
I det första sidokapellet på höger hand, invigt åt den heliga Katarina av Alexandria, finns Antonio Canovas gravmonument över ambassadören Alessandro de Souza Holstein.
I det andra sidokapellet på höger hand, invigt åt den helige Johannes Döparen, har skulptören Andrea Fucigna (död 1711) utfört gravmonumenten över parfymhandlaren Giovanni Battista Cimini (död 1682) och dennes hustru Caterina Raimondi Cimini (död 1703).

## Titelkyrka
Sant'Antonio in Campo Marzio är sedan år 2001 titelkyrka.
Kardinalpräster
- José Policarpo (2001–2014)
- Manuel José Macário do Nascimento Clemente (2015–)

## Bilder
| - Gravmonument över Martín Azpilicueta. - Gravmonument över Giovanni Battista Cimini. - Gravmonument över Caterina Raimondi Cimini. - Gravmonument över Alessandro de Souza Holstein. |